# منتخب السويد للكريكت
منتخب السويد الوطني للكريكت (بالسويدية: Sveriges herrlandslag i cricket)‏ هو ممثل السويد الرسمي في المنافسات الدولية في الكريكت .